# Haufe X360
Haufe X360 ist eine cloudbasierte ERP-Lösung, die speziell für die Anforderungen kleiner und mittlerer Unternehmen (KMU) entwickelt wurde. Die Business-Management-Plattform (BMP) bildet alle zentralen Geschäftsbereiche mittelständischer Unternehmen in einer einzigen, integrierten Software ab. Haufe X360 ist modular aufgebaut und lässt sich über Integration von Funktions-Modulen zu einem umfassenden ERP-System ausbauen. Die technologische Basis für Haufe X360 bildet das ERP des US-Technologieunternehmens Acumatica.

## Geschichte
Die Ursprünge der Cloud-ERP-Software für den Mittelstand von Haufe X360 reichen zurück auf das Jahr 2016. Seinerzeit gingen das Haufe X360-Schwesterunternehmen Lexware und Acumatica eine langfristige Partnerschaft ein. Acumatica zählt zu den führenden globalen Anbietern von Cloud-basierten ERP-Lösungen für mittelständische Unternehmen.
Die Markteinführung erfolgte im Frühjahr 2020 unter der Bezeichnung lexbizz Cloud-ERP. Mit dem Ziel, das Cloud-ERP für den Mittelstand als Bestandteil des Haufe Portfolios zu positionieren, erfolgte im November 2021 die Umbenennung in Haufe X360.
Im Wesentlichen handelt es sich bei Haufe X360 um eine lokalisierte und auf die deutschsprachigen Märkte angepasste Version des Acumatica Cloud-ERP-Systems. Haufe X360 hat Acumatica für die spezifischen Anforderungen des deutschsprachigen Markts, insb. dem deutschen Steuerrecht, angepasst und nutzt die zugrundeliegenden Technologien von Acumatica sowie die Kernfunktionalitäten, die Architektur und die Benutzeroberfläche.
Im Mai 2025 wurde Acumatica von Vista Equity Partners übernommen. Diese Übernahme soll die Weiterentwicklung der zugrundeliegenden Technologie, insbesondere im Bereich KI-gestützter Cloud-ERP-Lösungen, sowie die globale Expansion der Plattform weiter vorantreiben.

## Einsatzbereiche
Als Cloud-basiertes ERP-System richtet sich Haufe X360 an kleine und mittlere Unternehmen des Mittelstands, von der Produktion über den Bereich Dienstleistung bis zum Handel und Großhandel. Die Software-Basis in der Cloud ermöglicht eine hohe Flexibilität und ist leicht zu skalieren.
Haufe X360 bildet individuelle Unternehmensprozesse ab. Das führt zu optimierten Unternehmensprozessen, Zeiteinsparungen und senkt Kosten. Durchgängig digitalisierte Abläufe liefern Daten in Echtzeit und sorgen dafür, dass Haufe X360 einen rundum Einblick in den Ist-Zustand aller Unternehmensprozesse ermöglicht. Der Einsatz Künstlicher Intelligenz (KI) und Machine Learning leistet Unterstützung bei der Automatisierung von Prozessen.

## Positionierung
Haufe X360 ist eine Cloud-basierte ERP-Plattform, die alle zentralen Geschäftsprozesse in einer integrierten Lösung bündelt und für die Anforderungen mittelständischer Unternehmen entwickelt wurde. Damit unterscheidet sich Haufe X360 von Lösungen wie SAP S/4HANA, Odoo oder Lexware Office.
Mit Produkten wie SAP S/4HANA oder dem älteren SAP R/3, richtet sich SAP an große Unternehmen und Konzerne, die hochkomplexe und skalierbare ERP-Lösungen benötigen. SAP S/4HANA bietet umfangreiche Funktionalitäten und tiefgreifende Integrationsmöglichkeiten, die auf die Anforderungen großer Organisationen zugeschnitten sind.
Odoo ist ein sehr flexibles ERP, das sich an kleinste und kleine Unternehmen wendet. Wächst das Unternehmen und wird größer steigen Anforderungen an Funktionen und müssen komplexere Prozesse abgebildet werden.
Lexware Office ist eine ERP-Software, die primär für kleine Unternehmen, Freiberufler und Selbstständige entwickelt wurde. Sie bietet grundlegende Funktionen wie Buchhaltung, Lohn- und Gehaltsabrechnung sowie Warenwirtschaft und ist besonders für Unternehmen geeignet, die eine kostengünstige und benutzerfreundliche Lösung ohne hohen Anpassungsbedarf suchen.
Haufe X360 hingegen positioniert sich zwischen diesen Lösungen und richtet sich gezielt an mittelständische Unternehmen ab 10 Mitarbeitern.

## Funktionen

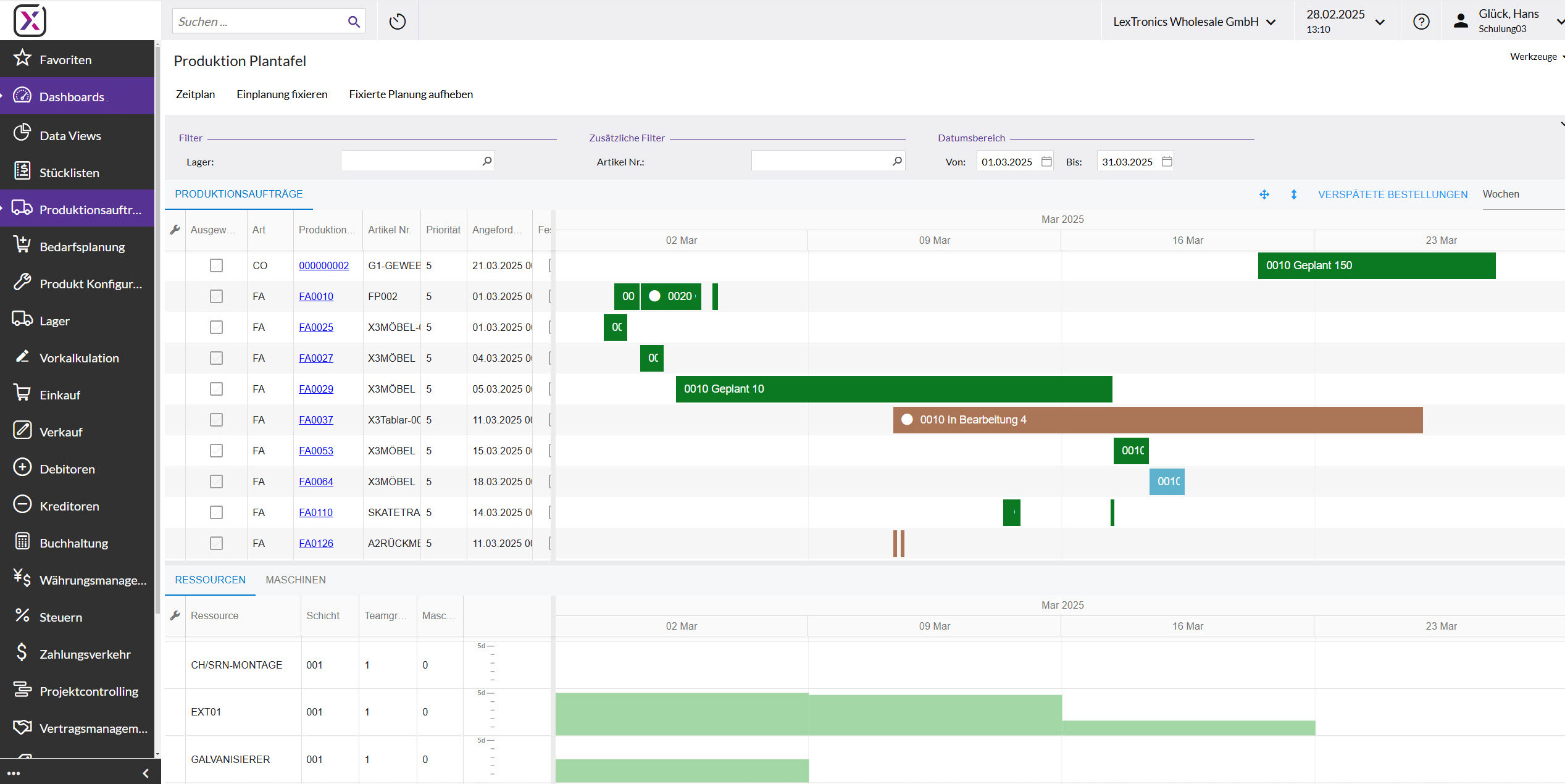
Produktion-Produktionsplanung-Plantafel in Haufe X360

Das modulare System von Haufe X360 ermöglicht es mittelständischen Unternehmen, ein ERP-System zu realisieren, das ganz auf die eigenen Bedürfnisse zugeschnitten ist. In der Basisausführung verfügt Haufe X360 über alle ERP-Kernfunktionen. Durch flexible Schnittstellen lässt sich das Cloud-ERP erweitern.

### Kernfunktionen
- Finanzbuchhaltung und Controlling
- Warenwirtschaft
- Customer Relationship Management (CRM)

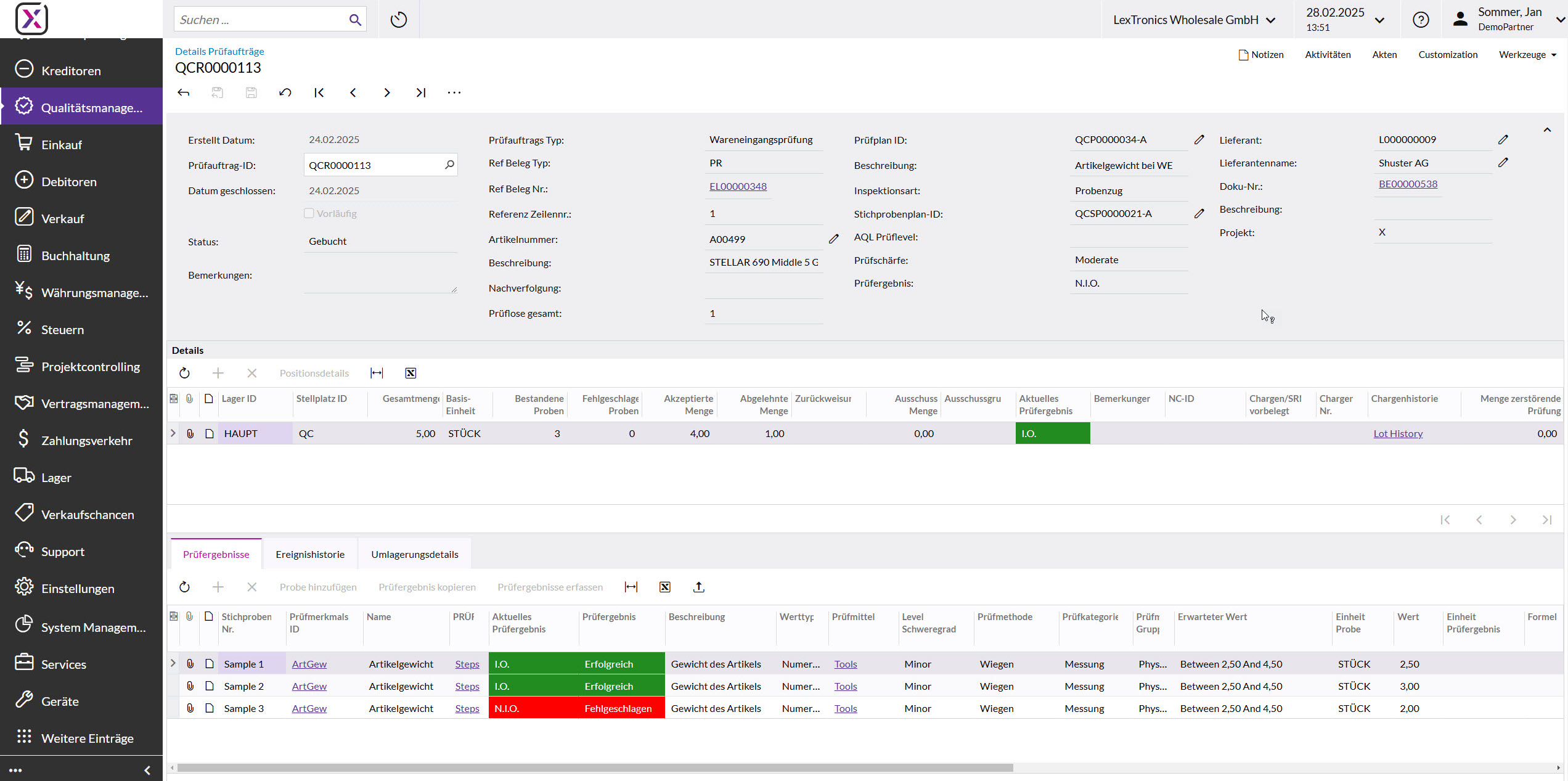
QMS-Prüfauftrag in Haufe X360

- QMS-Prüfauftrag in Haufe X360E-Commerce
- Dokumentenmanagement
- Servicemanagement
- Projektcontrolling
- Produktion
- Qualitätsmanagement
- Mobile App

### Erweiterungen
Die individuell anpassbaren Kernfunktionen von Haufe X360 lassen sich über offene Schnittstellen um weitere Funktionen und Systeme erweitern. Schnittstellen zu gängigen E-Commerce-Funktionen wie Shopware und Shopify, CRM-Plattformen wie HubSpot oder EDI-Lösungen wie Procuros machen Haufe X360 zu einer ERP-Branchenlösung für den Mittelstand. Weitere unterstützte Integrationen sind BANKSapi, DHL, Elster und diverse Applikationen von Microsoft wie MS Exchange, MS Teams oder Azure Maps.

## Integration ins Unternehmen
Als Konzernmutter pflegen die Haufe Group und Acumatica eine strategische Partnerschaft. Haufe ist der Hauptanbieter und Integrationspartner der DACH-Region (Deutschland, Österreich, Schweiz) und vertreibt die Cloud-basierte ERP-Lösung unter dem Namen Haufe X360. Von der kontinuierlichen Acumatica-Weiterentwicklung profitiert Haufe X360 ebenso wie von einer großen Entwicklergemeinschaft. Eigene Entwicklungen, Ergänzungen und Module fokussieren sich auf die Bedürfnisse kleiner und mittlerer Unternehmen (KMU).

## Implementierung
Die Implementierung von Haufe X360 übernehmen zertifizierte Implementierungspartner. Um eine Betreuung vor Ort oder remote sicherzustellen, gibt es ein Netzwerk aus Software- und Beratungshäusern, die zudem über Prozess- und Branchenkenntnisse verfügen. 

## Auszeichnungen und Zertifizierungen
Acumatica, die technologische Basis für Haufe X360, wurde international seit 2013 mehrfach ausgezeichnet. Im Jahr 2019 belegte das Acumatica Cloud-ERP hinter Oracle den zweiten Platz bei den Software-Reviews Emotional Footprint Awards.
Zahlreiche nationale Auszeichnungen erhielt auch Haufe X360. Als führender Anbieter einer Cloud-nativen Business-Management-Plattform wurde Haufe X360 nach 2021 erneut zum ERP-System des Jahres 2024 in der Kategorie Großhandel gewählt. Der Wettbewerb wird seit 2006 vom Center für Enterprise Research an der Universität Potsdam und dem Berliner GITO Verlag vergeben.
Mit „sehr gut“ bewerteten die Fachpublikationen PC Magazin (4/2022), Business & IT (2/2022) PCgo (6/2020) und Chip (2/2020) das ERP Haufe X360. Zu einem „Sehr gut“ in der Beurteilung kam auch die Fachzeitschrift für Wissensvermittlung und Technologietransfer „Computern im Handwerk“. Die Expertenjury des CV Magazine zeichnete Haufe X360 im Jahr 2020 als „Best System Provider Germany“ aus.
Die GobD-Konformität wurde Haufe X360 im Jahr 2024 bestätigt. Demnach ermöglicht Haufe X360 eine fehlerfreie Buchführung gemäß den Anforderungen der GeBüV. Um für mehr Rechtssicherheit beim Cloud-Computing zu sorgen, ist Haufe X360 Mitglied der Initiative Cloud Services Made in Germany.